# Szintin
| Szintin |                                                       |
| |                                                       |
| IUPAC-név | 1′-metil-1,1′:2′,1′′-terciklopropán                   |
| Más nevek | 1-metil-1,2-diciklopropilciklopropán                  |
| Kémiai azonosítók                                                                                               |                                                       |
| CAS-szám | 93223-46-2                                            |
| PubChem | 519050                                                |
| ChemSpider | 452765                                                |
| SMILES | CC1(C2CC2)C(C3CC3)C1                                  |
| InChI | 1/C10H16/c1-10(8-4-5-8)6-9(10)7-2-3-7/h7-9H,2-6H2,1H3 |
| InChIKey | GTKAAVZEFUFXDD-UHFFFAOYSA-N                           |
| Kémiai és fizikai tulajdonságok                                                                                 |                                                       |
| Kémiai képlet                                                                                                   | C10H16                                                |
| Moláris tömeg                                                                                                   | 136,23 g/mol                                          |
| Sűrűség | 0,851 g/ml                                            |
| Forráspont | 158 °C                                                |
| Ha másként nem jelöljük, az adatok az anyag standardállapotára (100 kPa) és 25 °C-os hőmérsékletre vonatkoznak. |                                                       |

A szintin a szénhidrogének közé tartozó szerves vegyület, összegképlete C10H16. Rakéták hajtóanyagaként alkalmazták. Négy sztereoizomer keveréke (lásd alább). Sűrűsége 0,851 g/ml, forráspontja 158 °C. A három erősen feszült ciklopropángyűrű miatt képződési entalpiája nagyon pozitív: ΔfH°(l)= 133 kJ/mol (980 kJ/kg, az izomerek keverékének átlagértéke), ami égése során plusz energiaként szabadul fel. A hagyományos szénhidrogén hajtóanyagokkal – például az RP-1-gyel – szemben előnyös tulajdonsága nagyobb sűrűsége, kisebb viszkozitása és nagyobb fajlagos égéshője.
A Szovjetunió, majd Oroszország használta a Szojuz–U2 rakéták hajtására az 1980-90-es években. Először a Szovjetunióban állították elő az 1960-as években, tömegtermelése a 70-es években indult be. Többlépéses eljárással gyártották a könnyen előállítható acetil-ciklopropánból:
A Szovjetunió szétesése után gyártása – a szintézis költséges volta miatt – leállt.

## Sztereoizomerjei
A molekulában – a központi ciklopropángyűrűn – két sztereocentrum található, így négy sztereoizomerje létezik:
A gyakorlatban rakéta-hajtóanyagként a négy sztereoizomer keverékét használták.

## Fordítás
Ez a szócikk részben vagy egészben  a   Syntin című angol Wikipédia-szócikk ezen változatának fordításán alapul.  Az eredeti cikk szerkesztőit annak laptörténete sorolja fel. Ez a jelzés csupán a megfogalmazás eredetét és a szerzői jogokat jelzi, nem szolgál a cikkben szereplő információk forrásmegjelöléseként.